# Индустрия (шахта)
Шахта № 71 «Индустрия» — угледобывающее предприятие в городе Ровеньки Луганской области. 

## История
До 1995 года шахта входила в состав производственного объединения «Ровенькиантрацит». С марта 1995 года — выходит из состава производственного объединения и переходит на аренду. В 1998 году предприятие на грани банкротства, в связи с чем договор аренды был расторгнут. В 1999 году шахта была присоединена к холдингу «Донбассантрацит».
В 2001 году добыча угля составляла 101,578 тыс. тонн.
В 2002 году был выполнен проект ликвидации шахты, в 2003 году было составлено технико-экономическое обоснование нецелесообразности дальнейшей работы шахты. В 2011 году шахта восстановила свою работу и входит в состав шахты 1-2 Ровеньковская.